# Bunia
Bunia este un oraș în partea de est a Republicii Democrate Congo. Este reședința provinciei Ituri.